# Робинсон, Мерилин
Ме́рилин Ро́бинсон (англ. Marilynne Robinson, род. 26 ноября 1943 года, Сандпойнт) — американская писательница, лауреат Пулитцеровской премии.

## Биография
В 1977 году получила степень доктора философии по английскому языку в Вашингтонском университете.
Первый её роман Housekeeping (по-русски его переводят как «Домашнее хозяйство» или «Домашний очаг») был опубликован в 1980 году. В 1982 году он вошёл в список финалистов Пулитцеровской премии.
В 2005 году Мерилин Робинсон получила Пулитцеровскую премию за роман «Гилеад».

## Награды
- 1982: Американская литературная премия ПЕН/Фолкнер
- 1999: Премия «ПЕН-клуба» — за «The Death of Adam»
- 2005: Путлицеровская премия 2005 года — за роман «Гилеад»[4]
- 2009: Премия Оранж — за роман «Дом»
- Национальная гуманитарная медаль США (2012)
- Почётный доктор Йельского университета (2018)[5]